# Michery
Michery – miejscowość i gmina we Francji, w regionie Burgundia-Franche-Comté, w departamencie Yonne.
Według danych na rok 1990 gminę zamieszkiwało 718 osób, a gęstość zaludnienia wynosiła 42 osoby/km² (wśród 2044 gmin Burgundii Michery plasuje się na 332. miejscu pod względem liczby ludności, natomiast pod względem powierzchni na miejscu 552.).